# Nayelly Hernández
Nayelly Hernández (* 23. Februar 1986 in San Luis Potosí) ist eine mexikanische Squashspielerin.

## Karriere
Nayelly Hernández spielte von 2006 bis 2015 auf der PSA World Tour. Ihre höchste Platzierung in der Weltrangliste erreichte sie mit Rang 57 im Oktober 2011. Mit der mexikanischen Nationalmannschaft nahm sie 2010, 2012, 2014 und 2016 an der Weltmeisterschaft teil. 2008 und 2014 wurde sie Panamerikameisterin im Doppel, mit der Mannschaft belegte sie 2013 den zweiten Platz.  Bei Panamerikanischen Spielen gewann sie 2011 mit Samantha Terán die Goldmedaille in der Doppelkonkurrenz, während sie mit der Mannschaft 2007 und 2011 jeweils Bronze gewann. Mit der Mannschaft sicherte sie sich zudem 2006 die Goldmedaille bei den Zentralamerika- und Karibikspielen.
Hernández machte 2010 ihren Abschluss am Trinity College und ist verheiratet mit dem ehemaligen Squashspieler Chris Walker.

## Erfolge
- Panamerikameister im Doppel: 2008 (mit Graciela López Pérez), 2014 (mit Karla Urrutia)
- Vize-Panamerikameister mit der Mannschaft: 2013
- Panamerikanische Spiele: 1 × Gold (Doppel 2011), 2 × Bronze (Mannschaft 2007 und 2011)
- Zentralamerika- und Karibikspiele: 1 × Gold (Mannschaft 2006)